# غار زردقبا
غار زرد قبا مربوط به دوران فرادیرینه‌سنگی است و در شهرستان ممسنی، بخش مرکزی، دهستان فهلیان، ۳ کیلومتری جنوب غرب فهلیان واقع شده و این اثر در تاریخ ۲۶ اسفند ۱۳۸۶ با شمارهٔ ثبت ۲۱۸۵۵ به‌عنوان یکی از آثار ملی ایران به ثبت رسیده است.